# 1673 na ciência

## Nascimentos
| Data         | Nome                 | Profissão                        | Nacionalidade                  | Observações                 | Ref   |
| ------------ | -------------------- | -------------------------------- | ------------------------------ | --------------------------- | ----- |
| 10 de agosto | Johann Conrad Dippel | alquimista, teólogo, e médico    | Sacro Império Romano-Germânico | m. 1734                     |       |
| ?            | Alexander Stuart     | cientista natural e fisiologista | Escócia                        | m. 1742 Medalha Copley 1740 | [ 1 ] |

## Mortes
| Data | Nome | Profissão | Nacionalidade | Observações | Ref |
| ---- | ---- | --------- | ------------- | ----------- | --- |